# Ondina Maldonado
Ondina Maldonado, mer känd som bara Ondina, är en spansk sångerska och skådespelerska. Hon har framträdit i flera spanska musikaler. År 2009 släppte hon sitt debutalbum Despegar som består av 12 låtar och är producerat av Javier Limón. Hennes mest framgångsrika singel är "Fuera de aquí" som släpptes med en tillhörande musikvideo. Låten debuterade på plats 38 på den spanska singellistan den 25 oktober 2009. Den låg kvar på listan i totalt tre veckor och nådde plats 30 som bäst.

## Diskografi

### Album
- 2009 - Despegar